# Adénosine diphosphate ribose
L’adénosine diphosphate ribose (ADP-ribose, ADPR), est un composé biochimique synthétisé sous forme de chaînes par la poly(ADP-ribose) polymérase. Elle peut être décrite comme une molécule d'adénosine diphosphate estérifiée par un ribose terminal.
Elle active, en s'y liant, le canal ionique TRPM2, au rôle encore mal compris mais qui interviendrait dans la sécrétion de l'insuline, dans la modulation d'une partie de la réponse au facteur de nécrose tumorale dans les leucocytes, ainsi que dans la toxicité, dans le cerveau, de la bêta-amyloïde, une protéine associée à la maladie d'Alzheimer.
L'ADP-ribose est polymérisé par des enzymes formant la série des poly(ADP-ribose) polymérases (PARP) et dont le rôle est de signaler la présence d'ADN monocaténaire au système enzymatique chargé de restaurer l'ADN bicaténaire. Une fois la réparation de l'ADN achevée, le poly(ADP-ribose) est dégradé par une poly(ADP-ribose) glycohydrolase (PARG).

## Métabolisme

### ADP-D-ribose pyrophosphorylase

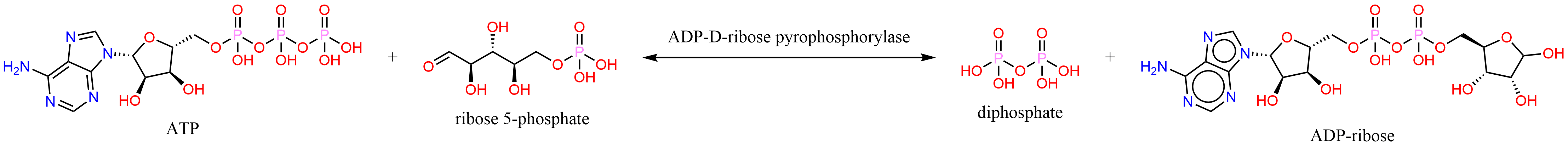
Action de l'ADP-D-ribose pyrophosphorylase.

L'ADP-D-ribose pyrophosphorylase est une transférase (EC 2.7.7.96) permettant la formation d'ADP-D-ribose en catalysant le transfert d'un groupe phosphate d'une molécule d'ATP sur un ribose-5-phosphate et d'un ribose sur l'ATP. La réaction dépend de la présence de diphosphate. En son absence, l'enzyme catalyse une autre réaction expliquée dans le paragraphe suivant.

### ADP ribose phosphorylase

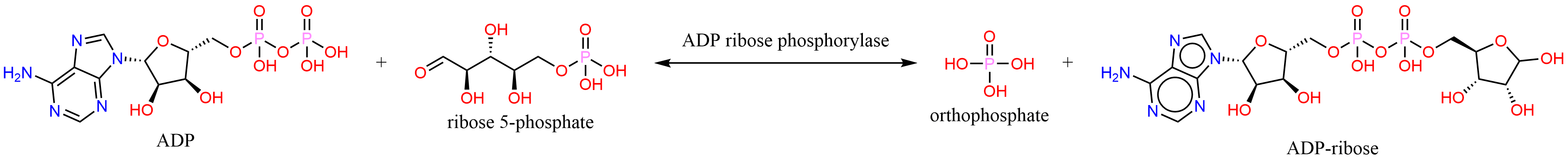
Action de l'ADP ribose phosphorylase.

L'ADP ribose phosphorylase est une transférase (EC 2.7.7.35) catalysant une réaction se produisant en absence de diphosphate produisant de l'ADP. Elle a été charactérisée chez Euglena gracilis.